# بيدرو رويز دي فيلاسكو
بيدرو رويز دي فيلاسكو (بالإسبانية: Pedro Thomas Ruiz de Velasco)‏ هو شخصية أعمال مكسيكي، ولد في 1 أبريل 1915، وتوفي في 18 أغسطس 1996 في مدينة مكسيكو في المكسيك.